# Nagrobek z katedry św. Pawła w Londynie
Nagrobek z katedry św. Pawła w Londynie – pokryta inskrypcją runiczną płyta nagrobna, odnaleziona w 1852 roku na dziedzińcu Katedry św. Pawła w Londynie. Obecnie znajduje się w zbiorach Museum of London.
Płyta została wykonana przypuszczalnie w I połowie XI wieku. Dokładna proweniencja zabytku nie jest znana, przypuszcza się, iż pochodzi z grobu jakiegoś wojownika, mogącego być drużynnikiem króla Kanuta Wielkiego. Na czołowej ścianie płyty umieszczona została scena przedstawiająca czworonożną bestię oraz węża. Dzięki zachowanym śladom farby udało się zrekonstruować pierwotne barwy reliefu: ciemny błękit z biało-brązowym wykończeniem detali. Na krawędzi bocznej wyryta została natomiast inskrypcja runiczna o treści:
k[i]na:let:lekia:st | in:þensi:auk:tuki
co znaczy:
Ginna i Tóki kazali położyć ten kamień